# NGC 4939
NGC 4939 is een spiraalvormig sterrenstelsel in het sterrenbeeld Maagd. Het hemelobject ligt 130 miljoen lichtjaar van de Aarde verwijderd en werd op 25 maart 1786 ontdekt door de Duits-Britse astronoom William Herschel.

## Synoniemen
- MCG -2-33-104
- PGC 45170